# Lovászhetény
Lovászhetény è un comune dell'Ungheria di 324 abitanti (dati 2001) situato nella contea di Baranya, nella regione Transdanubio Meridionale.